# Fraktura mozga
Fraktura mozga, hrvatski punk rock sastav iz Zagreba. Članovi su trojica glazbenika. Sviraju melodični punk rock na tragu NOFX i sličnih sastava. Aktivni su od 2002. godine. Svirali su sa svim relevantnijim i nerelevantnijim bendovima domaće i regionalne punk scene, te prošli gotovo cijelu Hrvatsku. Svoja dva albuma postavili su na BandCamp za besplatno skidanje. Album Frakturko izdali su sa zagrebačkim punkerima Mašinkom na dvostrukom split-albumu. Snimili su spotove za nekoliko pjesama.

## Diskografija
- Na nuli, 2006.
- Frakturko, 2011. (split-album s Mašinkom)

## Vanjske poveznice
- BandCamp
- MySpace
- Facebook
- Twitter
- YouTube